# Trub
Trub är en ort och kommun i distriktet Emmental i kantonen Bern, Schweiz. Kommunen har 1 272 invånare (2023).